# استثناءات الدنمارك في الاتحاد الأوروبي
تتمتع الدنمارك بحق الاستثناء من سياسات الاتحاد الأوروبي المتعلقة بالشرطة والعدالة واعتماد اليورو. وقد تم تأمين ذلك بموجب اتفاقية إدنبرة عام 1992 بعد رفض الناخبين الدنماركيين استفتاءً للتصديق على معاهدة ماستريخت، كحزمة من التدابير لتهدئة المخاوف التي أثيرت خلال ذلك الاستفتاء.
أجرت الحكومة الدنماركية ثلاثة استفتاءات حول تعديل خيارات الاستثناء. رفض الأول في عام 2000 اعتماد اليورو بنسبة 53.2% مقابل 46.8% بنسبة إقبال بلغت 87.6%. رفض الثاني في عام 2015 تحويل خيار الاستثناء الكامل الحالي للدنمارك في المسائل الداخلية والعدالة إلى خيار استثناء على أساس كل حالة على حدة على غرار ما فعلته أيرلندا والمملكة المتحدة (الأخيرة حتى خروجها من الاتحاد الأوروبي) بنسبة 53.1% مقابل 46.9%.  أما الثالث في عام 2022، بشأن إلغاء استثناء الدفاع، فقد أقيم في 1 يونيو 2022 حيث صوت 66.9% بنعم و33.1% صوتوا بلا.
ونتيجة لهذا، اعتبارًا من نوفمبر 2022، كان لدى الدنمرك ثلاثة استثناءات: اليورو، والعدالة الشرطية، والمواطنة، وكان الخيار الأخير غير ضروري منذ معاهدة أمستردام في عام 1997. 

## تاريخ
حصلت الدنمارك في البداية على أربعة استثناءات من معاهدة ماستريخت، وذلك عقب رفضها في استفتاء عام 1992. وقد حُددت هذه الاستثناءات في اتفاقية إدنبرة، وهي تتعلق بالاتحاد الاقتصادي والنقدي، والسياسة الأمنية والدفاعية المشتركة، ووزارة العدل والشؤون الداخلية، ومواطنة الاتحاد الأوروبي. وبهذه الخيارات، قبل الشعب الدنماركي المعاهدة في استفتاء ثانٍ عُقد عام 1993.
يعني خيار الاستثناء من الاتحاد النقدي الأوروبي أن الدنمارك غير مُلزمة بالمشاركة في المرحلة الثالثة من آلية سعر الصرف الأوروبية، أي استبدال اليورو بالكرونة الدنماركية. طُرح إلغاء خيار الانسحاب من اليورو في استفتاء عام 2000، ورُفض.
يعفي خيار الاستثناء من قانون الشؤون الداخلية الدنمارك من بعض مجالات الشؤون الداخلية. وقد نُقلت أجزاء كبيرة من هذه المجالات من الركيزة الثالثة للاتحاد الأوروبي إلى الركيزة الأولى بموجب معاهدة أمستردام؛ وظلت خيارات استثناء  الدنمارك من هذه المجالات سارية من خلال بروتوكولات إضافية. ولا تُعد الأفعال الصادرة بموجب هذه الصلاحيات ملزمة للدنمارك باستثناء تلك المتعلقة باتفاقية شنغن، والتي تُجرى بدلاً من ذلك على أساس حكومي دولي مع الدنمارك. وبموجب معاهدة لشبونة، يمكن للدنمارك تغيير خيار الاستثناء من الاستثناء الكامل إلى إصدار خيار الاشتراك على أساس كل حالة على حدة والذي ينطبق على أيرلندا والمملكة المتحدة (الأخيرة حتى خروجها من الاتحاد الأوروبي) متى شاءتا.  وينص البروتوكول الذي يحكم هذا الحكم على أنه إذا مارست الدنمارك هذا الخيار، فستكون ملزمة بمكتسبات شنغن بموجب قانون الاتحاد الأوروبي بدلاً من أن تكون ملزمة على أساس حكومي دولي. وقد صوت الناخبون الدنماركيون على عدم ممارسة هذه الأحكام في استفتاء عام 2015.
كان قرار الاستثناء من السياسة الأمنية والدفاعية المشتركة يعني في الأصل أن الدنمارك لن تكون ملزمة بالانضمام إلى اتحاد أوروبا الغربية (الذي كان يتولى في الأصل مهام الدفاع للاتحاد الأوروبي). وفي وقت لاحق، عنى ذلك أن الدنمارك لم تشارك في السياسة الخارجية للاتحاد الأوروبي فيما يتعلق بالدفاع. وبالتالي، لم تشارك في القرارات، ولم تتصرف في هذا المجال، ولم تساهم بقوات في المهام التي تُجرى تحت رعاية الاتحاد الأوروبي.  وفي استفتاء يونيو 2022، صوت الناخبون الدنماركيون على إلغاء هذا القرار تمامًا والبدء في المشاركة في العمليات الدفاعية للاتحاد الأوروبي اعتبارًا من 1 يوليو 2022؛  وبالتالي، لم يعد هذا الاستثناء ساري المفعول.
نص استثناء الجنسية على أن جنسية الاتحاد الأوروبي لا تحل محل الجنسية الوطنية الدنماركية؛ وقد أصبح هذا القرار غير ذي جدوى عندما اعتمدت معاهدة أمستردام الأحكام نفسها لجميع أعضاء الاتحاد الأوروبي.

### جدول الملخص
| الدولة   | عدد الاستثناءات | مجال السياسة              | مجال السياسة                        | مجال السياسة                 | مجال السياسة        |
| الدولة   | عدد الاستثناءات | الاتحاد الاقتصادي والنقدي | منطقة الحرية والأمن والعدالة        | منطقة الحرية والأمن والعدالة | سياسة الأمن والدفاع |
| الدولة   | عدد الاستثناءات | منطقة اليورو              | منطقة الحرية والأمن والعدالة العامة | منطقة شنغن                   | سياسة الأمن والدفاع |
| -------- | --------------- | ------------------------- | ----------------------------------- | ---------------------------- | ------------------- |
| الدنمارك | 2               | استثناء                   | استثناء                             | حكومية دولية                 | استثناء سابق        |
|          |                 |                           |                                     |                              |                     |

## مقترحات لإلغاء خيار الانسحاب

### حكومة أندرس فوغ راسموسن
أعلن رئيس الوزراء أندرس فوغ راسموسن في خطابه يوم 22 نوفمبر 2007 بعد فوزه في الانتخابات البرلمانية لعام 2007 عن إجراء استفتاء واحد أو أكثر بشأن إلغاء واحد أو أكثر من الاستثناءات الاختيارية.  ولم يُعلن ما إذا كان الاستفتاء سيعرض فقط إلغاءً كاملاً لجميع الاستثناءات الاختيارية، أو خيارًا لكل حالة على حدة، ولم يُعلن عن أي تاريخ، باستثناء أنه سيكون قبل الانتخابات البرلمانية الدنماركية عام 2011.  كانت الحكومة (الليبرالية المحافظة) تخطط لإجراء استفتاء على إلغاء الاستثناءات الاختيارية (أو على الأقل الاستثناءات الاختيارية لليورو) منذ عام 2004 على الأقل، بعد حدوث تغيير إيجابي في الرأي العام، ولكن المناقشات والجدل بشأن المعاهدة التي تنشئ دستورًا لأوروبا ومعاهدة لشبونة أخرت ذلك. 
كان من المتوقع في الأصل إجراء الاستفتاء في خريف عام 2008     ولكن بعد رفض أيرلندا لمعاهدة لشبونة، صرح فوج راسموسن أن هذا لن يحدث.  في أوائل عام 2009، أُعلن أن فوج راسموسن يتوقع إجراء استفتاء على انضمام الدنمارك إلى منطقة اليورو في عام 2010، لأنه يعتقد أنه من الممكن تلبية مطالب حزب الشعب الاشتراكي المتشكك في أوروبا. 

### حكومة لارس لوك راسموسن
بعد تعيين أندرس فوغ راسموسن أمينًا عامًا لحلف شمال الأطلسي في عام 2009، أعلن خليفته، لارس لوك راسموسن، أن خيارات الخروج من الحلف سوف تُطرح في استفتاء "عندما يحين الوقت المناسب"، وهو ما اعتُبر إشارة إلى أنه لا ينوي بالضرورة المضي قدمًا في الاستفتاء. 
بعد شهر، في مايو 2009، صرّح لوك راسموسن بأنه يأمل في إجراء استفتاء على العملة الموحدة قبل الانتخابات البرلمانية في عام 2011 حتى تتمكن الدنمارك من أن تصبح "عضوًا كامل العضوية في الاتحاد الأوروبي"،   ومنحه تفويضًا شعبيًا في المفاوضات حول ميثاق التنافسية في صيف ذلك العام.  انتقد ينس لاديفوغد مورتنسن، وهو عالم سياسي، اقتراح رئيس الوزراء، وادعى أن توقيت الاستفتاء كان سيئ الاختيار، مشيرًا إلى أن الدنمارك كانت على وشك إجراء انتخابات عامة في وقت لاحق من ذلك العام. 
في نوفمبر 2009 اقترح زعماء أحزاب المعارضة الثلاثة الكبرى هيلي ثورنينج شميت وفيلي سوفندال ومارجريت فيستاجر إجراء استفتاء على إلغاء خيارات الاستثناء المتعلقة بسياسة الأمن والدفاع المشتركة وسياسة العدل والشؤون الداخلية في 23 مارس 2010. 
وفي نهاية المطاف، لم يتم إجراء استفتاء، وخسر ائتلاف لوك راسموسن الانتخابات في خريف عام 2011.

### حكومة هيلي ثورنينج شميدت
بعد فوز الائتلاف اليساري بقيادة ثورنينج شميت في انتخابات سبتمبر 2011، أعلنت الحكومة الجديدة أنها تخطط لإجراء استفتاءات على إلغاء استثناء الدفاع وإلغاء استثناء العدالة أو تعديله إلى استثناء مرن مثل المملكة المتحدة وأيرلندا للسماح للدنمارك بالمشاركة في التدابير التي تختارها.   ومع ذلك، في يونيو 2012، أعلنت ثورنينج شميت أنها لا تتوقع إجراء استفتاء قبل عودة قدر معين من الاستقرار والنظام إلى الوضع في أوروبا، وربما ليس قبل نهاية ولاية الحكومة، مشيرة إلى "القلق وعدم اليقين" المحيط بالمشروع الأوروبي في ذلك الوقت.  
في أغسطس 2013، اقترح لارس لوك راسموسن، زعيم حزب المعارضة "فينستري"، إجراء استفتاء على خيارات الاستثناء من التعاون الدفاعي والقضائي للاتحاد الأوروبي، وكذلك على المحكمة الموحدة للبراءات، مع ترك خيارات الاستثناء من المواطنة الأوروبية واليورو، في نفس تاريخ الانتخابات الأوروبية لعام 2014.  رفض وزير الشؤون الأوروبية، نيك هيكروب، الاقتراح، وجادل بأن التوقيت غير مناسب. 
في أكتوبر 2014، أعلنت ثورنينج شميت عن خطط لإجراء استفتاء على تحويل الاستثناء غير المرن في المسائل الداخلية والعدالة إلى خيار مرن بعد الانتخابات العامة الدنماركية المقبلة المقرر إجراؤها بحلول سبتمبر 2015، وذلك بسبب المخاوف من أن خيار الخروج سيجبر الدنمارك على مغادرة اليوروبول.   توصلت عدة أحزاب، بما في ذلك الحزبان الأكبر في البرلمان، الديمقراطيون الاجتماعيون والليبراليون، إلى اتفاق في ديسمبر 2014 لإجراء الاستفتاء بعد الانتخابات المقبلة، ولكن قبل نهاية الربع الأول من عام 2016، إذا حصلوا على مقاعد كافية في الانتخابات.  وقد استكمل هذا باتفاق في مارس 2015 بين الأحزاب أنه إذا تمت الموافقة على الاستفتاء، فإن الدنمارك ستنضم إلى 22 لائحة من لوائح الاتحاد الأوروبي لا تستطيع المشاركة فيها حاليًا، بما في ذلك لائحة روما.   للانضمام إلى لوائح إضافية، يتطلب الاتفاق إما التوصل إلى إجماع بين الأطراف المشاركة في الاتفاق، أو أن يتم نشر الاقتراح كجزء من برنامج الحزب قبل الانتخابات اللاحقة. 

### حكومة لارس لوك راسموسن الثانية
بعد الانتخابات في يونيو 2015، شكل فينستر حكومة مع لارس لوك راسموسن ليصبح رئيسًا للوزراء مرة أخرى. والتزم بإجراء استفتاء على تحويل خيار الاستثناء في العدالة إلى خيار مرن بحلول عيد الميلاد 2015.   في 21 أغسطس 2015، أعلنت الحكومة الدنماركية أن الاستفتاء سيُجرى في 3 ديسمبر 2015.  كما قالت الحكومة إنها تخطط لإجراء استفتاء على إلغاء خيار الاستثناء في سياسة الدفاع للاتحاد الأوروبي بعد استفتاء الاستثناء في العدالة.  رفض الدنماركيون الاقتراح بهامش 53.1% إلى 46.9%. في مايو 2019، اقترح راسموسن مرة أخرى إجراء استفتاء على إلغاء الاستثناء في الدفاع خلال الفترة البرلمانية التالية، على الرغم من أن حزبه خسر الانتخابات العامة في الشهر التالي. 

### حكومة فريدريكسن
في أعقاب الغزو الروسي لأوكرانيا عام 2022، أجرت الدنمارك استفتاءً على إلغاء الاستثناء في الشؤون الدفاعية. أُجري الاستفتاء في الأول من يونيو 2022، وانتهى بفوز مؤيدي القرار بأغلبية ثلثي الأصوات. بعد الاستفتاء، أبلغت الدنمارك الاتحاد الأوروبي رسميًا بتخليها عن خيار الاستثناء في الشؤون الدفاعية في 20 يونيو، والذي دخل حيز التنفيذ اعتبارًا من الأول من يوليو.   وصرحت فريدريكسن أنه على الرغم من الموافقة على إلغاء الاستثناء في الشؤون الدفاعية، إلا أنها لا تخطط لإجراء استفتاءات على  الاستثناءات المتبقية الأخرى. 

## استطلاعات الرأي
أظهر استطلاع للرأي أجري في أوائل يونيو 2008 أغلبية واضحة لصالح إلغاء استثناءات القضايا الدفاعية والقضائية، وسباقًا متقاربًا للغاية فيما يتعلق باليورو وأغلبية واضحة ضد إلغاء استثناءات المواطنة.  وبعد زيادة الدعم لإلغاء استثناءات المواطنة، انخفض الدعم في منتصف مايو 2009؛ ففي يناير 2009، كان 49.8% لصالح وجود اليورو كعملة دنماركية، ثم انخفض إلى 45.2% ضد و43.7% لصالح في مايو 2009.  كما انخفض الدعم لإلغاء استثناءات التعاون القانوني والدفاعي إلى أعداد متساوية من المؤيدين والمعارضين. 
بعد ذلك، ازداد التأييد لإلغاء خيارات الاستبعاد مجددًا. في أكتوبر 2009، أيدت أغلبية إلغاء كلٍّ من خيارات الاستثناء الأربعة، وكان الاختلاف الوحيد في حجم الأغلبية:
- كانت الأغلبية المطلقة تؤيد اعتماد اليورو (50% يؤيدون، 43% يعارضون، 7% لا رأي لهم) والمشاركة في سياسة الدفاع الأوروبية المشتركة (66% يؤيدون، 21% يعارضون، 13% لا رأي لهم).
- وكانت هناك أغلبية نسبية لصالح التعاون القضائي (47% لصالح، 35% ضد، 18% لا رأي) والمواطنة في الاتحاد الأوروبي (40% لصالح، 30% ضد، 30% لا رأي).
- وعندما سئلوا عن كيفية تصويتهم عندما يتعين عليهم اتخاذ قرار بشأن جميع خيارات الخروج الأربعة في حزمة واحدة، صوتت أغلبية نسبية بلغت 42% لصالح إلغاء خيارات الاستثناء، وصوت 37% لصالح الإبقاء عليها، ولم يعبر 21% عن أي رأي. [40]

في أعقاب أزمة الديون السيادية الأوروبية، وخاصة الاضطرابات التي شهدتها الأسواق المالية في عام 2011، انخفض الدعم لليورو بشكل كبير، حيث أظهر استطلاع للرأي أن 61% من المشاركين يعارضون اعتماد اليورو، بينما أيده 37%. 

## قراءة إضافية
- Howarth، David (1994). "The Compromise on Denmark and the Treaty on European Union: A Legal and Political Analysis". Common Market Law Review. ج. 31 ع. 4: 765–805. DOI:10.54648/COLA1994039. S2CID:151521949.

- Butler، Graham (2020). "The European Defence Union and Denmark's Defence Opt-out: A Legal Appraisal". European Foreign Affairs Review. ج. 25 ع. 1: 117–150. DOI:10.54648/EERR2020008. S2CID:216432180.